# Iperfelice
Iperfelice è un singolo del gruppo musicale italiano Management, pubblicato il 19 maggio 2023 da Garrincha Dischi.
Il brano vede la partecipazione del cantautore Mobrici.

## Descrizione
Iperfelice è stato annunciato a sorpresa da Garrincha Dischi il 17 maggio 2023 a ridosso della sua pubblicazione ufficiale, avvenuta due giorni più tardi. Il brano è stato composto da Luca Romagnoli e Marco Di Nardo insieme a Mobrici e Manuele Fusaroli, ed è stato successivamente registrato presso il Donkey Studio di Medicina, in Emilia-Romagna, con la partecipazione di Nicola "Hyppo" Roda.
Gli autori hanno descritto il brano come una «tristissima canzone che cammina in equilibrio tra luci al neon e giostre di storie malate», in modo da caratterizzare un contenuto lirico in contrasto tra l'aspetto festoso di un parco giochi e la tristezza della storia raccontata. La copertina del singolo, realizzata da Bennet Pimpinella, presenta una continuità tematica con il precedente album del gruppo, Ansia capitale (2022), e segnala una connessione concettuale tra il brano e il disco in questione.
Al momento della pubblicazione, Iperfelice è stato inserito dai critici di Rockit tra le migliori uscite discografiche della settimana.

## Tracce
Download digitale
1. Iperfelice (feat. Mobrici) – 2:42

## Classifiche
| Classifica (2023)     | Posizione massima |
| --------------------- | ----------------- |
| Italia (indipendenti) | 27                |